# کوریا رجیس
کوریا رجیس (به لاتین: Curia regis) نامی لاتین برگرفته از کوریای روم باستان است که به‌معنای «شورای پادشاهی» یا دربار پادشاه است. این نامی بود که به شورایی متشکل از مشاوران و مدیران در اروپای قرون‌وسطا که به پادشاهانی از جمله پادشاه فرانسه، پادشاهان انگلستان و سیسیل و پادشاهان لهستان خدمت می‌کردند.